# ارتجاع معدي مريئي
داء الارتداد المعدي المريئي (بالإنجليزية: Gastroesophageal reflux disease)، والمعروف أيضًا باسم مرض ارتجاع المريء أو ارتجاع المعدة هو حالة مزمنة ترتفع فيها محتويات المعدة والحمض إلى المريء، مما يؤدي إلى ظهور أعراض و/أو مضاعفات. تشمل الأعراض طعم حمضي في مؤخرة الفم، حرقة الفؤاد، عسر البلع، نفس كريه، ألم الصدر غير القلبي، قلس، مشاكل في التنفس، سعال، بحة الصوت، وتآكل الأسنان. على المدى الطويل، وعندما لا يتم علاجه، مضاعفات مثل التهاب المريء، تضيق المريء، ومريء باريت قد تنشأ.
تشمل عوامل الخطر السمنة، الحمل، التدخين، فتق الحجاب الحاجز وتناول بعض الأدوية. تشمل الأدوية التي قد تسبب المرض أو تفاقمه، البنزوديازيبينات، حاصرات قنوات الكالسيوم، مضادات الاكتئاب ثلاثية الحلقات، مضادات الالتهاب غير الستيروئيدية وبعض أدوية الربو. يرجع ارتجاع المريء إلى ضعف إغلاق العضلة العاصرة للمريء، والتي تقع عند التقاطع بين المعدة والمريء. قد يشمل التشخيص بين أولئك الذين لا يتحسنون بإجراءات أبسط تنظير المعدة، سلسلة الجهاز الهضمي العلوي، مراقبة درجة الحموضة في المريء أو قياس ضغط المريء.
تشمل خيارات العلاج تغييرات نمط الحياة، الأدوية، وأحيانًا الجراحة لأولئك الذين لم يتحسنوا باستخدام الإجراءين الأولين. تشمل التغييرات في نمط الحياة عدم الاستلقاء لمدة ثلاث ساعات بعد تناول الطعام، والاستلقاء على الجانب الأيسر، ورفع الوسادة/ارتفاع رأس السرير، فقدان الوزن، تجنب الأطعمة التي تؤدي إلى ظهور الأعراض، والإقلاع عن التدخين. تشمل الأطعمة التي قد تعجل بأعراض ارتجاع المريء ويمكن تجنبها القهوة، الكحول، الشوكولاته، الأطعمة الدهنية، الأطعمة الحمضية، والأطعمة الغنية بالتوابل. تشمل الأدوية مضادات الحموضة، حاصرات مستقبلات H2، مثبطات مضخة البروتون ومحفزات حركة المعدة.
في العالم الغربي، يتأثر ما بين 10 و20% من السكان بارتجاع المريء. يعتبر الارتجاع المعدي المريئي اللحظي دون أعراض مزعجة أو مضاعفات أكثر شيوعًا.

## الأعراض والعلامات

### البالغين
الأعراض الأكثر شيوعا لارتجاع المريء لدى البالغين هي طعم حمضي في الفم، القلس، وحرقة الفؤاد. تشمل الأعراض الأقل شيوعا ألم البلع/التهاب الحلق، زيادة إفراز اللعاب، الغثيان، ألم الصدر غير القلبي، السعال، تغيرات أو بحة الصوت، واللقمة الهستيرية. يمكن أن يؤدي الارتجاع الحمضي إلى أعراض نوبة الربو مثل ضيق التنفس، السعال، والصفير لدى أولئك الذين يعانون من الربو الكامن.
يسبب ارتجاع المريء أحيانا إصابة المريء. قد تشمل هذه الإصابات واحدا أو أكثر مما يلي
- التهاب المريء – التهاب ظهارة المريء الذي يمكن أن يسبب قرحة بالقرب من تقاطع المعدة والمريء[10]
- تضيق المريء – التضييق المستمر للمريء الناجم عن الالتهاب الناجم عن الارتجاع
- مريء باريت – تحول نسيجي معوي (تغيرات الخلايا الظهارية من الظهارة الحرشفية إلى الظهارة العمودية المعوية) للمريء القاصي[11]
- سرطان الغدد المريئي – شكل من أشكال السرطان[12]

يسبب ارتجاع المريء أحيانا إصابة الحنجرة. يمكن أن تشمل المضاعفات الأخرى ذات الرئة الشفطية.

### الأطفال والرضع
قد يكون من الصعب اكتشاف ارتجاع المريء عند الرضع والأطفال لأنهم لا يستطيعون وصف ما يشعرون به ويجب ملاحظة المؤشرات. قد تختلف الأعراض عن أعراض البالغين النموذجية. قد يسبب ارتجاع المريء عند الأطفال القيء المتكرر، البصق دون عناء، السعال، ومشاكل تنفسية أخرى، مثل الصفير. البكاء الذي لا عزاء له، رفض الطعام، البكاء من أجل الطعام ثم سحب الزجاجة أو الثدي فقط للبكاء عليها مرة أخرى، الفشل في اكتساب الوزن الكافي، رائحة الفم الكريهة، والتجشؤ شائعة أيضا. قد يكون لدى الأطفال عرض واحد أو كثير؛ لا يوجد عرض واحد عالمي في جميع الأطفال المصابين بارتجاع المريء.
من بين ما يقدر بنحو 4 ملايين طفل يولدون في الولايات المتحدة كل عام، قد يواجه ما يصل إلى 35% منهم صعوبات في الارتجاع في الأشهر القليلة الأولى من حياتهم، والمعروفة باسم "البصق". سيتخلص حوالي 90% من الأطفال من الارتجاع عند بلوغهم عامهم الأول.

### الفم

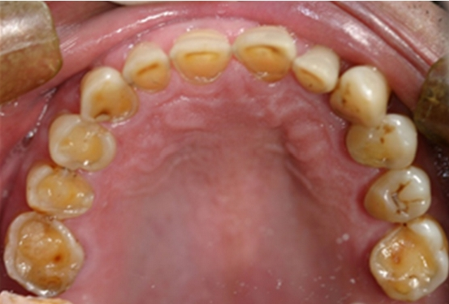
تآكل الأسنان الحاد في ارتجاع المريء

يمكن أن يسبب الارتجاع الحمضي في الفم انهيار المينا، خاصة على السطح الداخلي للأسنان. قد يحدث جفاف في الفم أو حمض أو حرقة في الفم، رائحة الفم الكريهة، واحمرار الحنك. تشمل أعراض ارتجاع المريء الأقل شيوعا صعوبة في البلع، وقح الماء، السعال المزمن، الصوت الأجش، الغثيان، والقيء.

### مريء باريت
قد يؤدي ارتجاع المريء إلى حدوث مريء باريت، وهو نوع من التحول في خلايا المريء. الذي يعد بدوره حالة تمهيدية للسرطان. إن خطر الانتقال من باريت إلى السرطان غير مؤكد ولكنه يقدر بحوالي 20% من الحالات. بسبب الخطر من تقدم الحموضة المزمنة إلى باريت، يوصى بعمل منظار هضمي علوي كل 5 سنوات لمرضى الحموضة المزمنة، أو الذين يتعاطون أدوية ارتجاع المريء المزمن.

## الأسباب

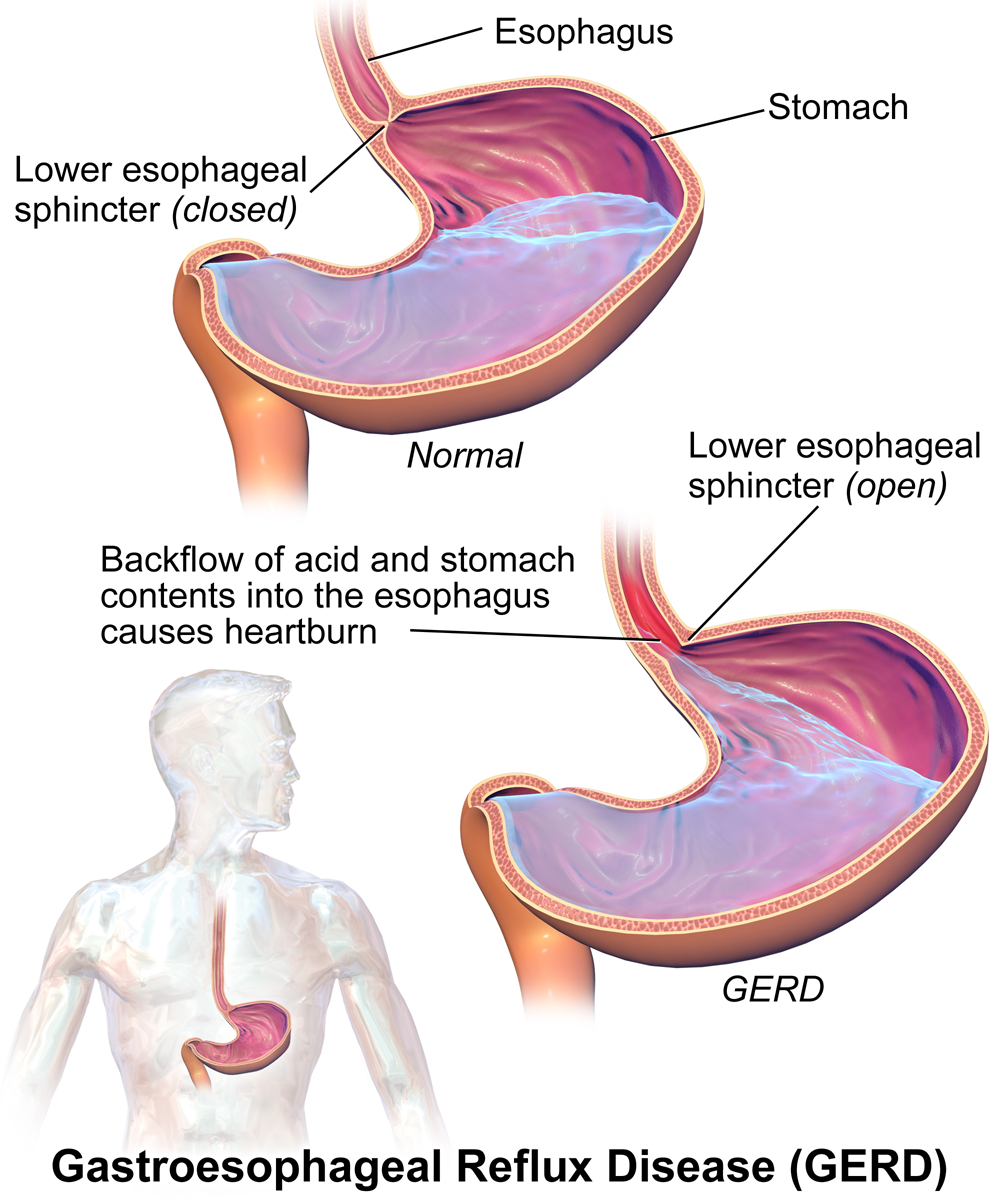
مقارنة بين الحالة الطبيعية وارتجاع المريء

كمية صغيرة من الارتجاع الحمضي نموذجية حتى في الأشخاص الأصحاء (كما هو الحال مع حرقة الفؤاد النادرة والطفيفة)، ولكن الارتجاع المعدي المريئي يصبح مرضا عندما تتطور العلامات والأعراض إلى مشكلة متكررة. يرجع الارتجاع الحمضي المتكرر إلى ضعف إغلاق العضلة العاصرة المريئية السفلية، والتي تقع عند التقاطع بين المعدة والمريء.
العوامل التي يمكن أن تسهم في ارتجاع المريء:
- فتق الحجاب الحاجز، مما يزيد من احتمال الإصابة بارتجاع المريء بسبب العوامل الميكانيكية والحركية.[21][22]
- السمنة: زيادة كتلة الجسم ترتبط مع زيادة شدة ارتجاع المريء.[23] 2000 مريض ممن يعانون من أعراض مرض الارتجاع، تبين أن 13% من تغيرات حموضة المريء تعزى إلى تغيرات في مؤشر كتلة الجسم.[24]

العوامل التي تم ربطها بارتجاع المريء، ولكن ليس بشكل قاطع:
- توقف التنفس الانسدادي أثناء النوم[25][26]
- حصى المرارة، التي يمكن أن تعوق تدفق الصفراء إلى الاثني عشر، والتي يمكن أن تؤثر على القدرة على تحييد حمض المعدة[27]

يعتقد أن فقدان حمض المعدة يلعب دورا مهما في داء الارتجاع المريئي وحرقة الفؤاد. في عام 1999، وجدت مراجعة للدراسات الحالية أن 40% من مرضى ارتجاع المريء، في المتوسط، مصابين أيضا بعدوى الملوية البوابية. الإصابة ببكتيريا الملوية البوابية ممكن أن يؤدي إلى زيادة حامض المعدة، مما يؤدي إلى التساؤل ما إذا كان المرضى المصابين بالارتجاع المريئي وهذه البكتيريا مختلفين عن المرضى المصابين بالارتجاع المريئي بدون البكتيريا. دراسة مزدوجة أعلن عنها في عام 2004، وجدت أنه لا فرق سريري بين هذين النوعين من المرضى فيما يتعلق بالقياسات الموضوعية أو الذاتية من شدة المرض.

## التشخيص

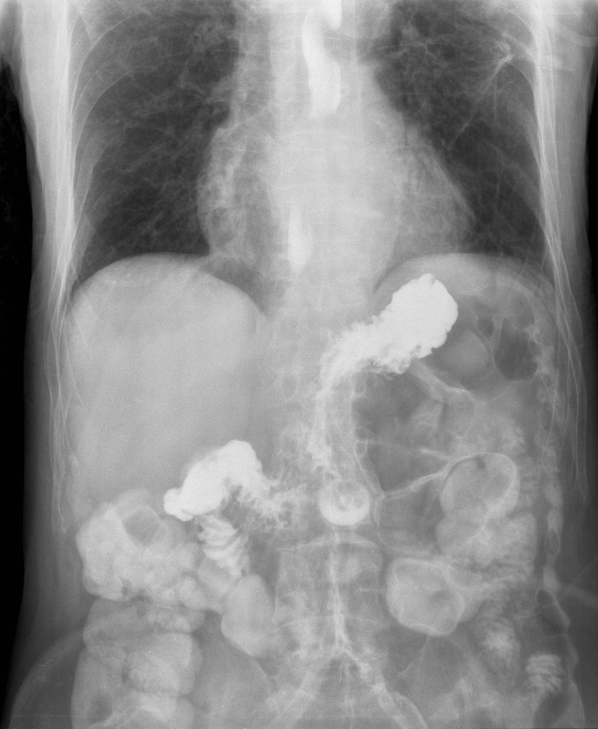
صورة بالأشعة السينية تظهر مادة مظللة تم حقنها في المعدة، وتظهر هذه الصورة في المريء نتيجة الارتداد المعدي المريئي

تشخيص مرضى الارتجاع يحدث عادة عند وجود الأعراض النمطية. من الممكن ان يحدث الارتجاع المريئي بدون الأعراض والتشخيص بحاجة إلى وجود الأعراض أو المضاعفات وارتداد محتوى المعدة من الممكن استخدام بعض الفحوصات الأخرى مثل: المنظار المريئي المعدي المعوي.لا يجب استخدام الأشعة السينية مع ابتلاع الباريوم في التشخيص.
لا يوصى باستخدام قياس ضغط المريء عند التشخيص؛ إذ يتم استخدامه فقط قبل إجراء العمليات الجراحية. مراقبة الرقم الهيدروجيني للمريء من الممكن أن تكون مفيدة في الأشخاص الذين لا يظهرون تحسنًا بعد العلاج ومثبطات ضخ البروتون، في حين أنه لا توجد حاجة لاستخدامه في المرضى الذين يلاحظ لديهم وجود ظاهرة باريت. عادة لا حاجة لإجراء فحوصات للكشف عن بكتيريا الملوية البوابية. الاختبار الأدق لتشخيص المرض هو مراقبة الرقم الهيدروجيني للمرض، ويستخدم أيضًا لمراقبة مدى استجابة المرضى للعلاج الدوائي أو الجراحي. إحدى طرق التشخيص هي العلاج لفترة قصيرة بمثبطات ضخ البروتون، وحدوث تحسن للأعراض عند تناول هذا الدواء يؤكد هذا التشخيص. معالجة قصيرة الأمد بمثبطات ضخ البروتون قد تساعد على التنبؤ بنتائج غير طبيعية للاختبار (لمدة 24 ساعة) للذين يعانون من أعراض ترجح وجود مرض الارتجاع المريئي.

### التنظير
وهو النظر داخل المعدة باستخدام منظار مزود بألياف بصرية، لا يستخدم بشكل روتيني في الحالات النمطية والتي تستجيب للعلاج. إذا لم يستجب المريض للعلاج أو إذا كان لديه أعراض خطرة منذرة مثل عسر الهضم، فقر الدم، دم في البراز (يتم الكشف عنه كيميائيًا)، الصفير، فقدان الوزن، وتغير الصوت. يؤيد بعض الأطباء إجراء عملية تنظير مرة واحدة في الحياة أو كل 5-10 سنوات للمرضى الذين يعانون من ارتجاع المريء لمدة طويلة لتقييم احتمال وجود تحول في الخلايا أو مريء باريت.
العينات التي تؤخذ خلال عملية التنظير قد تظهر:
- وذمة وتضخم الخلايا القاعدية (تغيرات التهابية غير محددة).
- التهابات ليمفاوية (غير محددة).
- التهابات مع زيادة الخلايا النيوتروفيلية (عادة نتيجة التهاب المعدة بسبب بكتيريا هليكوباكتر أو نتيجة الارتجاع).
- التهابات مع الخلايا الحمضية اليوزنية(عادة بسبب الارتجاع): وجود الخلايا الحمضية اليوزنية (eosiniophils) داخل الخلايا الظهارية ترجح وجود التهاب المريء اليوزينوفيلي إذا كانت خلايا اليوزينوفيلي موجودة بأعداد كبيرة.
- تحول في خلايا الأمعاء أو مريء باريت.
- استطالة في الحليمات.
- ترقق طبقة الخلايا الحرشفية.
- النمو الشاذ (ما قبل السرطان).
- السرطان.

تغيرات الارتجاع قد تكون طبيعتها غير مدمرة مما يؤدي إلى مرض ارتجاع غير مدمر.

### التشخيص التفريقي
يجب التأكد من الأسباب الأخرى لألم الصدر مثل أمراض القلب قبل تشخيص الحالة على أنها مرض الارتجاع المريئي. هناك أنواع أخرى من ارتجاع الحامض والتي تسبب إشارات وأعراض على الجهاز التنفسي والحنجرة وتعرف بالارتجاع الحنجري البلعومي (LBR)، أو مرض الارتجاع خارج المريء (EERD). على عكس مرض الارتجاع المريئي، الارتجاع الحنجري البلعومي نادرًا ما يسبب حرقة في المعدة ويسمى أحياناً بالارتجاع الصامت.

## العلاج
يتضمن علاج مرض الارتجاع المريئي تعديلات في نمط الحياة، الأدوية والجراحة. يبدأ العلاج عادة بمثبطات مضخة البروتون مثل الأوميبرازول.

### تعديلات نظام الحياة
بعض الأطعمة وأنماط الحياة تزيد من الارتجاع لكن معظم التداخلات الغذائية تمتلك القليل من الأدلة الداعمة. ولكن يعتبر كل من فقدان الوزن ورفع رأس السرير مفيدين في العلاج. التمارين المعتدلة تحسن الأعراض، على أية حال هذه التمارين قد تكون سيئة للأشخاص المصابين بالارتجاع المريئي القوي. لم يظهر التوقف عن التدخين أو تناول الكحول تحسنًا في أعراض الارتجاع. يوصى بتجنب بعض الأطعمة والأكل قبل الاستلقاء لأولئك الذين يعانون من هذه الأعراض. تعتبرالقهوة، الكحول، الشوكولاتة، الأطعمة الدسمة، الأطعمة الحمضية والأطعمة الغنية بالتوابل من الأطعمة التي قد تزيد من الارتجاع.

### الأدوية
الأدوية الأساسية التي تستعمل لعلاج الارتداد المريئي هي مثبطات مضخة البروتون، مثبطات مستقبلات H2 ومضادات الحموضة مع أو بدون حمض الألجنيك (alginic acid ).
مثبطات ضخ البروتون مثل omeprazle هي الأكثر تأثيرًا ثم تأتي مثبطات مستقبلات H2 مثل رانيتيدين. إذا كانت جرعة واحدة من مثبطات مستقبلات البروتون تؤثر بشكل جزئي فإنه من الممكن استخدامها مرتين في اليوم. يجب أن تأخذ من نصف ساعة إلى ساعة قبل تناول الوجبة. لا يوجد فرق بين الأنواع المختلفة من الأدوية في هذا الصنف. عندما يتم استخدام هذا الدواء لفترة طويلة فإنه يجب أخذ أقل كمية ممكنة تكون عندها الجرعة فعالة. من الممكن أخذها أيضًا عند حدوث الأعراض في الأشخاص الذين تكرر لديهم هذه المشاكل. مثبطات H2 تؤدي إلى تحسن بنسبة 40%. مضادات الحموضة أقل قدرة على العلاج بفائدة 10%(عدد الجرعات المطلوبة للعلاج =13) بينما عند دمج مضادات الحموضة مع حمض الألجينك (مثل جافيسكون) قد تحسن الأعراض بنسبة 60% (عدد الجرعات المطلوبة للعلاج = 4). لا يوصى بإعطاء ميتوكلوبرراميد، وهو بروكاينتك وحده أو عند دمجه مع الأدوية الأخرى بسبب التخوف من الأعراض الجانبية له. تعتبر الفائدة التي يتم الحصول عليها من البروكاينتك متواضعة. ساكرالفايت له تأثير مشابه لمثبطات مستقبلات H2 ويجب تناوله عدة مرات في اليوم؛ لذلك يستخدم بشكل محدود. باكلوفين، محفز لمستقبلات غاما أمينو بوتيريك (GABA receptor)، وهي تحتاج أيضًا إلى أخذ عدة جرعات منها كل يوم ولها أعراض جانبية أكثر مقارنة بالأدوية الأخرى.

### الجراحة
العلاج الجراحي الأساس هو عملية نيسن. في هذا الإجراء يتم لف الجزء العلوي من المعدة حول الصمام السفلي في المريء لتقوية العضلة العاصرة المكونة للصمام لمنع ارتداد الحمض وإصلاح فتق الحجاب الحاجز. يتم استخدام هذا الاجراء للأشخاص الذين لا يتحسنون باستخدام مثبطات مستقبلات البروتون. فوائده مساوية لفوائد استخدام العلاج الدوائي في المرضى الذين يعانون من الأعراض المزمنة. تحسن عمليات ثني المعدة على المريء من نوعية الحياة في الحالات قصيرة ومتوسطة الأمد مقارنة بالعلاج الدوائي. عند المقارنة بين عمليات الثني المختلفة، تعتبر عملية الثني الجزئي للجزء الخلفي أكثر فاعلية من عملية الثني الجزئي للجزء الأمامي. في عام 2012 صادقت إدارة الغذاء والدواء على استخدام جهاز يدعى LINX. وهو يتكون من سلسلة من الخرز المعدنية مع أنوية مغناطيسية، توضع بعملية جراحية حول العضلة العاصرة في الجزء السفلي من المريء، للأشخاص الذين يعانون من أعراض حادة ولا يستجيبون للعلاج الدوائي. التحسن على الأعراض المرافقة للارتداد المريئي باستخدام هذه الطريقة مشابه للتحسن الناتج عن استخدام عمليات ثني المعدة حول الجزء السفلي من المريء، كما أنه لا يوجد بيانات عن التحسن على الأمد الطويل. مقارنةً بعملية نيسن، ساعد هذا الجهاز على التقليل من المضاعفات مثل (gas bloat syndrome) والتي تحدث عادة. الاستجابة السلبية لهذا الإجراء يتضمن صعوبة الابتلاع، ألم الصدر، القيء والغثيان. من الموانع التي قد تؤدي إلى الابتعاد عن إجراء هذه العملية، الحساسية ضد التيتانيوم، الفولاذ المقاوم للصدأ، النيكل والمواد الحديدة. ينصح بعدم استخدام هذا الجهاز في المرضى المعرضين للتصوير بالرنين المغناطيسي (MRI) بسبب إمكانية حدوث إصابات خطرة للمريض وعطل للجهاز.

### الحمل
أثناء فترة الحمل، تغييرات على نمط الحياة والنظام الغذائي قد تستخدم، لكن لن يكون هناك تأثير كبير لهذه التغييرات. يوصى باستخدام مضادات الحموضة التي تحتوي الكالسيوم في حال كانت هذه التغييرات غير فعالة. مضادات الحموضة التي تحتوي الألمنيوم والمغنيسيوم أيضا أمنة، كما هي الرانتيدين، ومثبطات مستقبلات البروتونات.

### الرضع
الأطفال الرضع قد يُظهرون ارتياحًا مع تغيير أساليب التغذية، زيادة عدد مرات الرضاعة، تغيير الوضعية أثناء الرضاعة أو زيادة التجشؤ أثناء الرضاعة.. من الممكن علاجهم باستخدام الأدوية مثل راديتيدين أو مثبطات مستقبلات البروتون. على أية حال، لم يتم إثبات أن مثبطات مستقبلات البروتون فعالة في هذه الشريحة من المجتمع، كما أنه لا يوجد أدلة للسلامة عند استخدامها معهم.

### الإفراط في العلاج
يتم الاستجابة لأعراض الارتداد المريئي عادة بالعلاج باستخدام تثبيط الأحماض، والعديد من المرضى يحصلون على هذا العلاج بشكل أكبر مما تحتاجه حالتهم الشخصية. يعتبر الاستخدام الزائد للعلاج مشكلة لأن المريض سيتحمل المزيد من الأعراض الجانبية والتكلفة، حيث أنه يجب على المرضى عدم أخذ كمية أكبر من حاجتهم من العلاج.
في بعض الحالات، المصابين بأعراض ارتداد المريء يتم علاجهم بأدوية دون وصفة طبية وعمل تغييرات على نمط الحياة. غالبًا ما يكون هذا أكثر أمانًا وأقل كلفةً من أخذ وصفة طبية. بعض المبادئ التوجيهية توصي بمحاولة علاج الأعراض باستخدام مثبطات مستقبلاتH2 قبل استعمال مثبطات مستقبلات البروتون بسبب التكلفة والخوف من الأعراض الجانبية.

## الانتشار
يؤثر مرض الارتداد المريئي على ما نسبته 10–20% من سكان الدول الغربية، وتبلغ نسبة الإصابات الحديثة 0.4%. ما يقدر من 3.4 إلى 6.8 مليون مواطن كندي يعانون من ارتجاع المريء. نسبة انتشار مرض الارتداد المريئي في الدول النامية مرتبط بالعمر، عند البالغين، تبلغ أكبر نسبة للمصابين بين عامي 60–70. في الولايات المتحدة الأمريكية، 20% من الأشخاص كان لديهم الأعراض في أسبوع معين و 7% لديهم إياها يوميا. لا يوجد معلومات عن ارتباط مرض الارتداد المريئي بجنس المصاب.

## تاريخ المرض
كان هناك علاج قديم ولكن لم يعد يتم استخدامه، وهو قطع العصب الحائر (vagotomy) وهو عبارة عن استئصال جراحي لفروع العصب الحائر الذي يغذي جدار المعدة، هذا العلاج اِستُبدِل بالعلاج الدوائي.

## الأبحاث
تم اختبار عدد من أجهزة التنظير لعلاج حرقة المعدة، أحدها Endocinch، يضع غرز في الصمام السفلي للمريء لإنشاء طيات صغيرة تساعد على تقوية العضلات. مع ذلك، كانت النتائج على المدى الطويل مخيبة للآمال، والجهاز لم يعد يباع من قبل (بارد). والجهاز الآخر (Stretta)، يستخدم أقطاب كهربائية لتطبيق طاقة ذات ترددات لاسلكية على الصمام السفلي للمريء. نتائج الطريقتين على المدى الطويل بالمقارنة مع عملية نيسن لا يزال يجري تحديدها.
بعد ذلك لم تتم الموافقة على (plicator)،وهو جهاز يحدث طيات أو ثنايات، من الأنسجة بالقرب من التقاء المعدة والمريء، وهذه الطيات يتم تثبيتها عن طريق غرز جراحية. الشركة أوقفت العمليات التي تستخدم هذا الجهاز في منتصف عام 2008، والجهاز لم يعد يباع في السوق.
علاج آخر، اعتمد على ثني جدار المريء السفلي من خلال حقنه بمادة بواسطة منظار، باستخدام جهاز يدعى Esophyx، قد يكون فعالاً.